# المنجد (لويس معلوف)

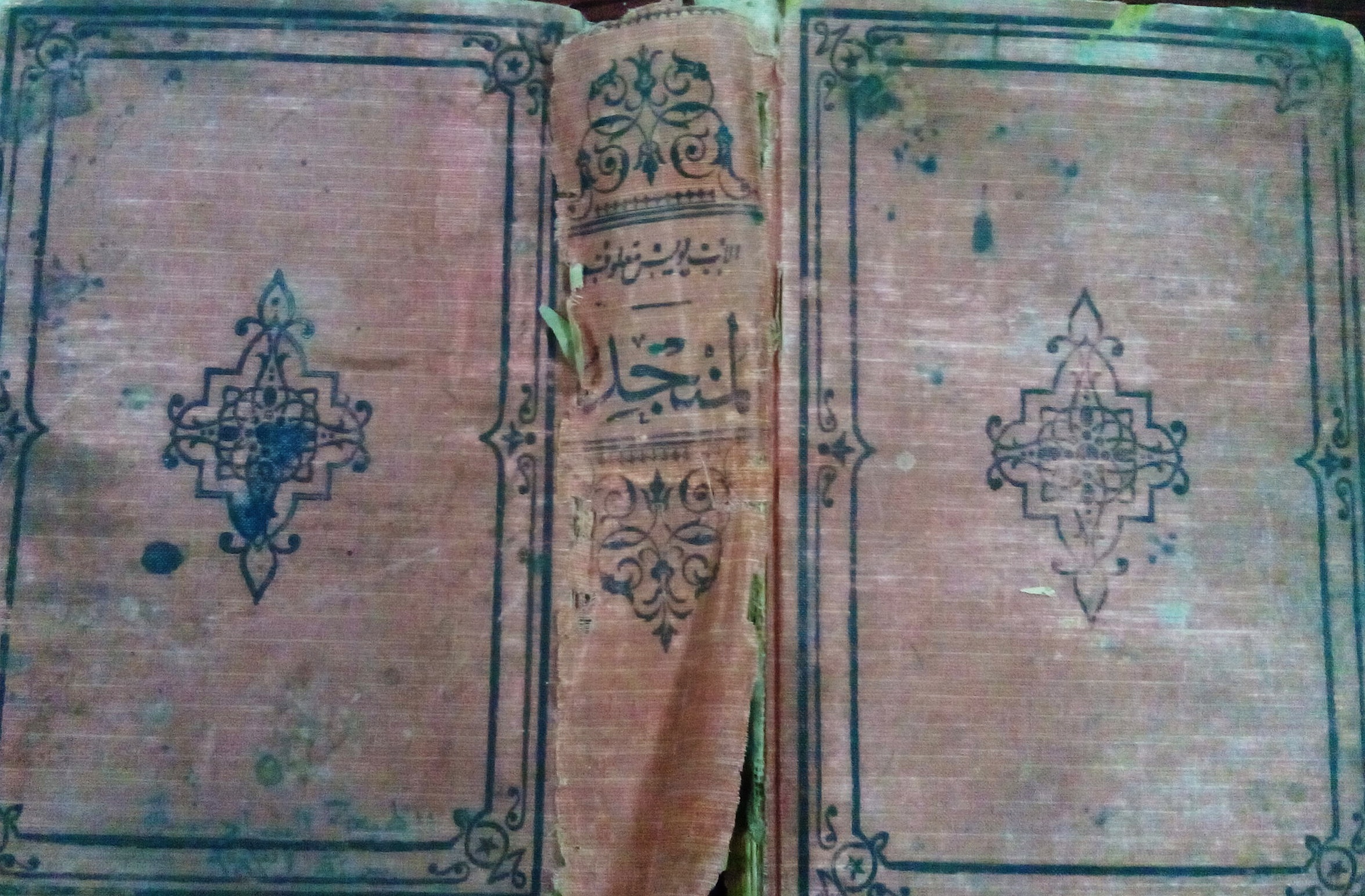
غلاف كِتاب المُنجِد الذي ألّفه الأب لويس معلوف

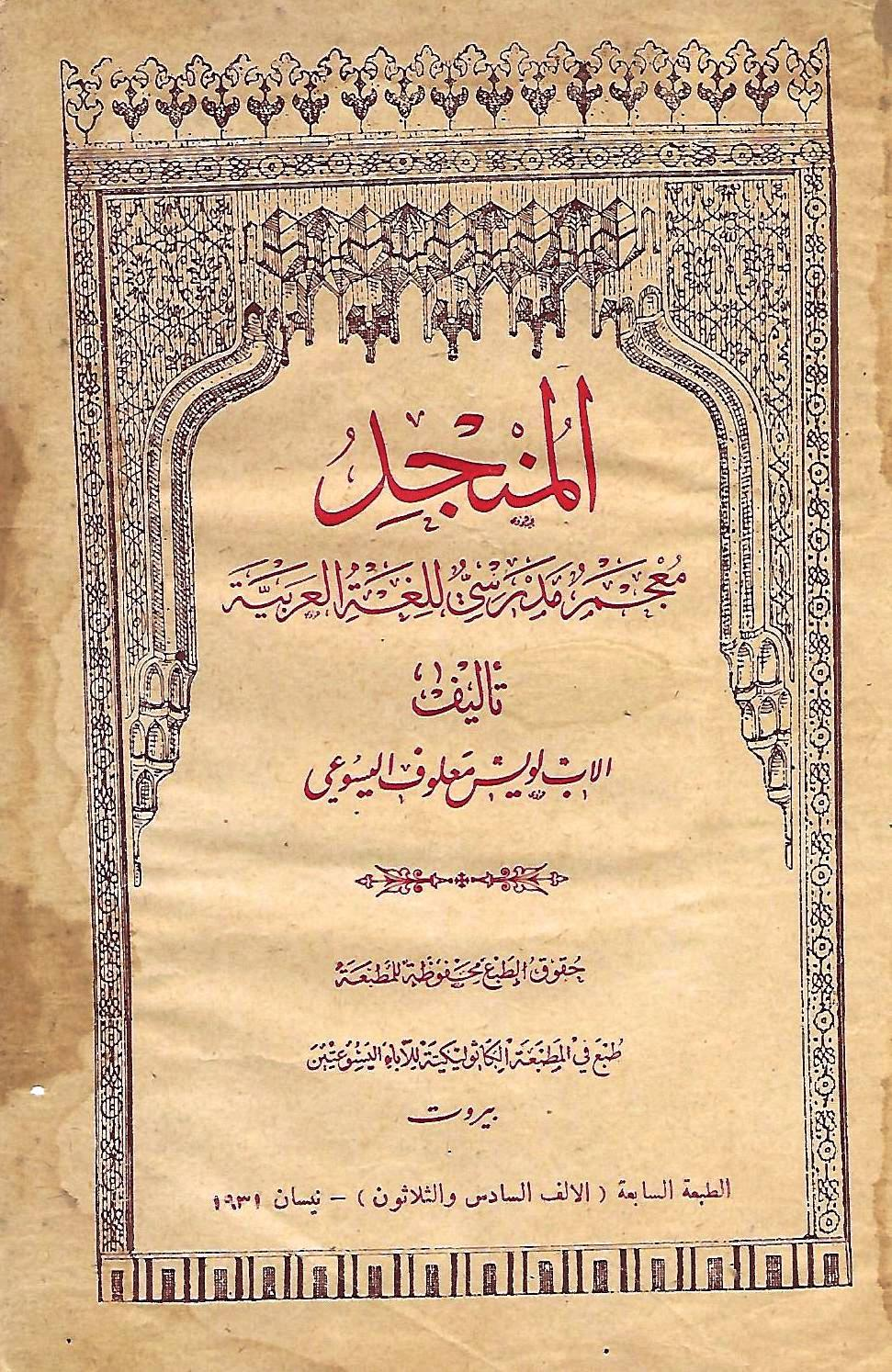
الصفحة الأولى من كتاب المُنجِد في طبعته السابعة - نيسان 1931

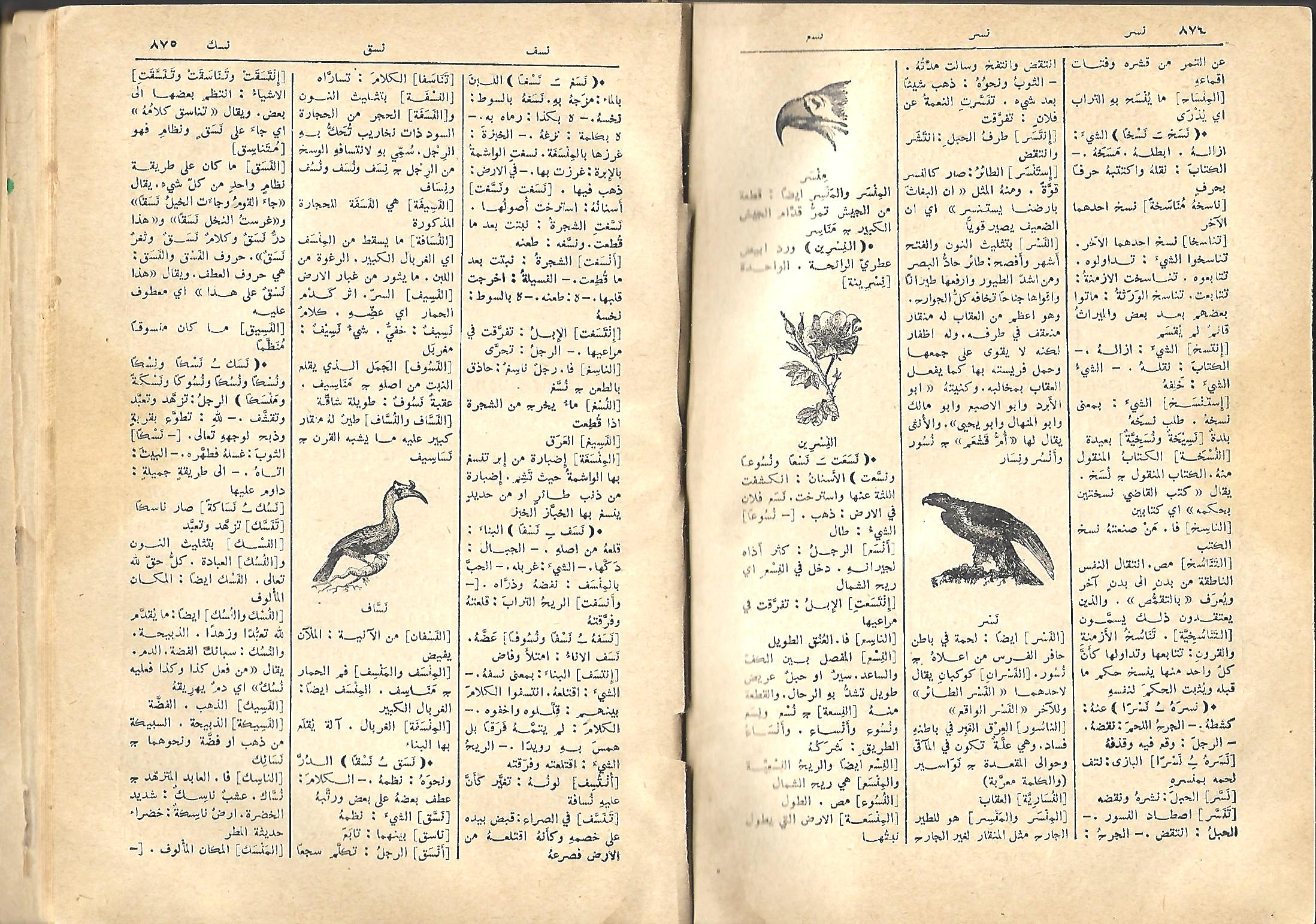
إحدى صفحات المُنجِد وتظهر الرسوم لتوضيح المعنى

المنجد هو معجم عربيّ طُبِعَ في بيروت ويُعتبر مَرجعًا مُهمًّا وأحد أكثر المعاجم العربيَّة توزيعًا حيث صدرتْ منه 41 طبعة، وقدْ صدرتْ طبعته الأُولىٰ عام 1908. فاشتهر بجودة طباعته وسهولة استعماله ورُخْص ثَمَنه ودَعْمه بوسائل الإيضاح.

## المؤلِّف
المُنجِد في اللغة هو قاموس عربيّ وضعه الراهب الأب لويس معلوف عام 1908 م.

## مادَّته
اختصر المؤلِّف مادَّته من معجم محيط المحيط مع الرجوع إلى التاج (يُقصد هنا معجم تاج العروس من جواهر القاموس، وهو معجم من شهرته يشار إليه باسمه الأول أحيانًا) كثيرًا، وسار على نظام محيط المحيط، إلا أنه أضاف إليه بعض الجزئيَّات التي استقى من المعاجم الأجنبية وأكثرَ من الصور الموضِّحة. ويوصف بأنه «أحسن المعاجم الحديثة تنظيمًا وتوضيحًا للألفاظ إضافة إلى توالي طبعاته وتحسينه منذ تأليفه، فأقبل عليه طلَّاب المَدارس في كل بلاد».

### القائمون على تحرير قسم اللغة
- كرم البستاني
- الأب بولس موترد
- عادل أنبوبا
- أنطوان نعمة

### القائمون على تحرير قسم الأعلام
- بولس براورز
- سليم ركاش
- لويس عجيل
- ميشال مراد

## طباعته ونشره
- طباعته: طُبِعَ هذا القاموس وأُخْرِجَ في المطبعة الكاثوليكية في لبنان.
- ناشره: دار المشرق بيروت
- موزعه: المكتبة الشرقية في بيروت.

### الطبعات
- الطبعة السابعة، صدرت سنة 1931م.[4]
- الطبعة التاسعة، صدرت سنة 1937م.[5]
- الطبعة الثالثة عشرة، صدرت سنة 1952م.[6]
- الطبعة التاسعة عشرة، صدرت سنة 1966م، بعنوان المنجد في اللغة والأدب والعلوم.[7]
- الطبعة السادسة والعشرين، صدرت سنة 1986، بعنوان المنجد في اللغة والأعلام عن دار المشرق ببيروت.[8]

### مجموعات مختصرة
1. المُنجِد في اللغة والأدب والعلوم 1966
2. المُنجِد الأبجدي 1968
3. مُنجِد الطلاب 1968
4. المُنجِد الإعدادي 1969
5. المُنجِد المصور للأطفال

## ردود فعل حول المُنجِد
احتج على المُنجِد عدد من الكُتَّاب المسلمين عدم إنصافه التعريفات الإسلامية وقد صدرتْ عِدَّة كتب ومقالات حول هذا الموضوع، منها:
- كِتاب عثرات المُنجِد في الأدب والعلوم والأعلام - للأستاذ إبراهيم القطَّان
- كِتاب النزعة النصرانية في قاموس المنجد - للدكتور إبراهيم عوض،
- سلسلة مقالات للأستاذ منير العمادي، نُشِرَت في مجلَّة مجمع اللغة العربية بدمشق.
- مجموعة مقالات لعلامة المغرب الشيخ عبد الله كنُّون، منشورة في مجلَّة دعوة الحق.